# Палестина
 Тази статия е за историческия регион.  За държавата вижте Палестинска автономия.  
Палестина (на латински: Palæstina; на арабски: فلسطين – „Филастин“) е името на регион в Близкия изток, граничещ със Средиземно море. В днешно време територията му е поделена между Израел и Палестинската автономия.

## Етимология
Наименованието на региона идва от името Филистия, дадено на историческата област, заселена от древния морски народ филистимци.

## История
До Първата световна война под името Палестина се разбират земите между гр. Рафах (югозападно от град Газа) и долината на река Литани. Източната линия е между река Йордан и град Аман. Пустинята Негев не е включена.
През 20-те години на XX век еврейската и арабската имиграция в Палестина е изключително активна. През този период там се заселват повече от 100 000 евреи срещу едва 6000 неевреи. От 1939 година ционистите започват да осъществяват плана за нелегална имиграция на хиляди евреи в Палестина, познат в историята като Алия Бет, като избиват палестинското население.
През май 1947 година се създава специална комисия за Палестина на ООН, която разглежда два варианта – единият се състои в предложението за създаване на две независими държави – палестинска и еврейска, като град Йерусалим е поставен под международно управление. Вторият предлага създаването на федерална държава с две отделни административни структури. Арабското население и ръководството на палестинската общност отхвърлят становището на световната организация. Евреите обаче го приемат.
След първата арабско-израелска война през 1948 година фактически се установява само една държава – Израел. 
На 15 ноември 1988 г. националният съвет на Палестинска организация за освобождение провъзгласява в Алжир независимостта на Палестинската държава. Тогава и България признава държавата Палестина.
Палестинската автономия се създава чак през 1994 година. Политическият ѝ статут е предмет на остри спорове. В различни точки на света терминът Палестина се тълкува по различен начин.
На 29 ноември 2012 г. генералната конференция на ЮНЕСКО – главният ръководен орган на Организацията на ООН за образование, наука и култура, приема Палестина за пълноправен член.

## Население
| година      | юдеи    | християни | мюсюлмани | общо1     |
| ----------- | ------- | --------- | --------- | --------- |
| 1533 – 1539 | 5000    | 6000      | 145 000   | 157 000   |
| 1690 – 1691 | 2000    | 11 000    | 219 000   | 232 000   |
| 1800        | 7000    | 22 000    | 246 000   | 275 000   |
| 1890        | 43 000  | 57 000    | 432 000   | 532 000   |
| 1914        | 94 000  | 70 000    | 525 000   | 689 000   |
| 1922        | 84 000  | 71 000    | 589 000   | 752 000   |
| 1931        | 175 000 | 89 000    | 760 000   | 1 033 000 |
| 1947        | 630 000 | 143 000   | 1 181 000 | 1 970 000 |